# Crystal Eastman
Pour les articles homonymes, voir Eastman (homonymie).
Crystal Catherine Eastman (25 juin 1881 – 8 juillet 1928) est une juriste et journaliste américaine, pacifiste, féministe et socialiste.
Elle est notamment connue pour avoir été l'une des figures majeures dans le combat pour l'obtention du droit de vote pour les femmes aux États-Unis, en tant que cofondatrice et coéditrice, avec son frère Max Eastman, du magazine politique The Liberator; cofondatrice de la Ligue internationale des femmes pour la paix et la liberté et cofondatrice, en 1920, de l'Union américaine pour les libertés civiles.

## Biographie

### Jeunesse et éducation
Crystal Eastman est née le 25 juin 1881 à Marlborough dans le Massachusetts. Elle la troisième d'une fratrie de quatre enfants. En 1883, ses parents, Samuel Elijah Eastman et Annis Bertha Ford, décident d'emménager à Canandaigua, dans l'État de New York, où son frère Max naîtra. L'année suivante, son frère aîné décède à l'âge de sept ans. En 1889, sa mère devient l'une des premières pasteures protestante américaines pour l'Église congrégationaliste. Son père était également pasteur de la Congrégation et ils servirent tous les deux comme pasteurs à l'église Thomas K. Beecher près d'Elmira. Cette partie de l'État de New York se trouvait dans ce qu'on appelait alors le « Burned-over district » : durant le Second grand réveil survenu plus tôt au XIXe siècle, ce lieu fut le centre d'une activité d'évangélisation et religieuse intense, ce qui donna naissance aux courants Shakers et Mormons. Pendant la période dite de l'antebellum, des idéaux religieux inspirèrent la défense de causes sociales telles l'abolitionnisme et le soutien du chemin de fer clandestin.
Crystal et son frère Max Eastman furent influencés par ces pensées progressistes. Leurs parents s'étaient liés d'amitié avec l'écrivain Mark Twain, et la jeune Crystal fit sa connaissance par ce biais.
Elle était proche de son frère, militant social avec qui elle gardera des contacts étroits toute sa vie. Ils vécurent plusieurs années ensemble au 11th Street, Greenwich Village, parmi d'autres activistes radicaux. Leur groupe d'amis, parmi lesquels on compte Ida Rauh, Inez Milholland, Floyd Dell, et Doris Stevens passe week-ends et vacances d'été à Croton-on-Hudson.
Crytal Eastman est diplômée du Vassar College en 1903 et reçoit une maîtrise universitaire ès lettres en sociologie (une matière assez nouvelle à l'époque) de l'université Columbia en 1904. Elle obtient son diplôme de droit en 1907, sortant deuxième de sa promotion à la York University Law School (désormais New York University School of Law).

### Enquêtes sur les problèmes sociaux
Paul Kellogg, éditeur de journaux et pionnier du questionnement sur les problématiques sociales, offrit à Crystal son premier emploi en lui demandant d'enquêter sur les conditions de travail des ouvriers, pour le journal The Pittsburgh Survey. L'enquête était sponsorisée par la Fondation Russell Sage. Son rapport, Work Accidents and the Law (1910), devint un classique et entraîna le vote de la première loi offrant une assurance accident, loi qu'elle rédigea sous la demande de l'État de New York.
Elle continua à faire campagne pour la sécurité et la santé dans le cadre professionnel, tout en œuvrant en tant que procureur chargée d'enquête pour la « Commission on Industrial Relations » américaine, alors que Woodrow Wilson est président des États-Unis. Elle fut à l'époque surnommée « la femme la plus dangereuse des États-Unis », en raison de sa véhémence et de sa promotion de l'amour libre.

### Droit de vote des femmes

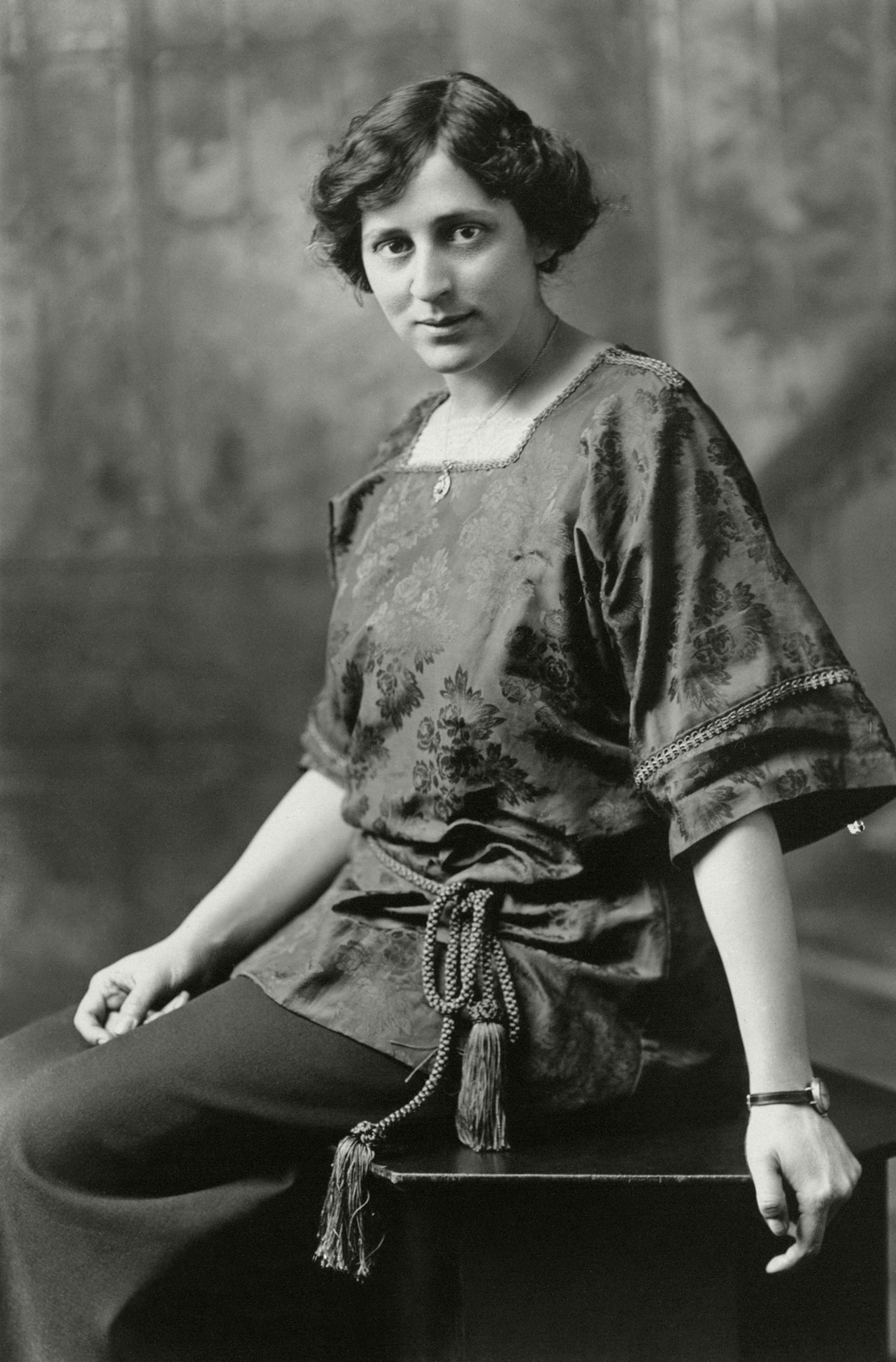
Crystal Eastman entre 1913 et 1915.

À l'occasion d'un mariage de courte durée avec Wallace J. Benedict, Crystal Eastman emménagea à Milwaukee, et s'engagea dans une campagne infructueuse en faveur du droit de vote des femmes dans le Wisconsin, en 1912.
Quand elle retourna dans l'Est en 1913, elle joignit ses forces à celles d'Alice Paul, Lucy Burns, et d'autres pour fonder la « Congressional Union for Woman Suffrage », qui deviendra plus tard le « National Woman's Party ». Après que le dix-neuvième amendement de la Constitution des États-Unis ait donné le droit de vote aux femmes en 1920, Eastman, Paul, et deux autres femmes rédigèrent l'Equal Rights Amendment (ERA), qui sera déposé pour la première fois en 1923. Comptant parmi les rares socialistes à soutenir l'ERA, elle avertit que toute législation protégeant les femmes ne serait que source de discrimination envers elles. Crystal Eastman affirmait que l'importance de l'ERA pouvait se mesurer à la forte opposition qui lui faisait face, et estimait que le combat valait la peine d'être mené. Elle prononça le discours Now We Can Begin qui suivit la ratification du dix-neuvième amendement, traçant les grandes lignes des travaux nécessaires dans les sphères économiques et politiques pour atteindre l'égalité des sexes.

### Contributions pour la paix
Pendant la Première Guerre mondiale, Crystal Eastman fut l'une des fondatrices du Woman's Peace Party, et fut bientôt rejointe par Jane Addams, Lillian D. Wald, et d'autres encore. Plus précisément, elle présida la branche new-yorkaise de l'organisation. Celle-ci se fédère au niveau mondial dans la Ligue internationale des femmes pour la paix et la liberté, qui prend ce nom en 1921, et reste de nos jours encore la plus ancienne organisation pacifiste féminine. Crystal Eastman devint également la directrice exécutive de l'Union américaine contre la militarisation, qui fit du lobbying contre l'entrée des États-Unis dans la guerre en Europe et, avec de meilleurs résultats, contre celle du Mexique en 1916. Elle lutta contre le mercantilisme militaire et s'opposa au service militaire obligatoire et à l'impérialisme.
Quand les États-Unis prirent pied dans la Première Guerre mondiale, Crystal Eastman mit en place, avec Roger Baldwin et Norman Thomas, le Bureau national des libertés civiles (BNLC, National Civil Liberties Bureau) pour protéger l'objection de conscience, ou comme elle le formula elle-même, « afin qu'il reste quelque chose vers lequel revenir après la fin de cette fatigante guerre ». Le BNLC se développa et devint l'Union américaine pour les libertés civiles (ACLU) , avec Roger Baldwin à sa tête et Crystal Eastman comme avocate en chef. Bien qu'elle soit reconnue pour son rôle dans la naissance de l'Union, l'importance qu'elle eut dans celle du BNCL avant cela semble majoritairement ignoré d'un point de vue historique, probablement à cause de ses relations houleuses avec Baldwin.
Après que le périodique créé par Max Eastman, The Masses, fut censuré par le gouvernement en 1917, Crystal Eastman et lui cofondèrent un journal de pensée radicale axé sur la politique, les arts et la littérature, The Liberator, début 1918. Ils le coéditeront ensemble jusqu'en 1922, avant d'en remettre les rênes à des amis de confiance.
Pendant les années 1920, son seul travail rémunéré fut chroniqueuse pour des journaux féministes, en particulier Equal Rights et Time and Tide. Crystal Eastman déclara que « la vie était un long combat pour les féministes accomplies », mais était convaincue qu'un jour la victoire leur reviendrait.

### Après la guerre
Crystal Eastman organisa un Congrès féministe en 1919.
Elle voyageait de temps à autre à Londres par bateau, pour y retrouver son époux. À New York, ses activités l'amenèrent à être mise sur liste noire pendant la première Peur rouge, en 1919-1920. Elle rencontra alors beaucoup de difficultés pour trouver du travail.

### Vie privée
En 1916, Crystal Eastman épousa l'éditeur anglais et militant anti-guerre Walter Fuller, qui avait rejoint les États-Unis pour diriger l'activité professionnelle de ses sœurs, à savoir des chants folkloriques. Ils eurent deux enfants ensemble, Jeffrey et Annis. Ils travaillèrent ensemble en tant que militants jusqu'à la fin de la guerre ; puis il travailla en tant qu'éditeur managérial pour The Freeman, jusqu'en 1922, quand il retourna au Royaume-Uni. Il mourut en 1927, neuf mois avant Crystal Eastman, alors qu'il était éditeur pour le Radio Times à la BBC.
Crystal Eastman meurt des suites d'une néphrite le 8 juillet 1928. La garde de ses deux enfants fut confiée à des amis, chargés de les élever jusqu'à l'âge adulte.
Crystal Catherine Eastman est inhumée au Woodlawn Cemetery de Canandaigua, dans le comté d'Ontario dans l'Etat de New York.

## Archives
Les archives de Crystal Eastman sont déposées et consultables auprès de la Bibliothèque Schlesinger de l'Institut Radcliffe pour les études avancées de l'université Harvard.

## Prix et distinctions
- 2000 : cérémonie d'admission au National Women's Hall of Fame[13].

## Héritage
Crystal Eastman fut longtemps considérée comme l'une des leaders féministes américaines les moins reconnues, car en dépit de la législation pionnière qu'elle rédigea et de la création d'organisations politiques toujours actives, l'Histoire oublie son nom pendant près de cinquante ans. Freda Kirchwey, éditrice pour The Nation au moment de sa mort, écrivit : « Quand elle parlait aux gens — qu'il s'agisse d'un petit comité ou d'une foule entière — les cœurs battaient plus vite. Elle représentait pour des milliers de personnes le symbole d'une femme libre ».
Son discours, « Now We Can Begin », est listé 83e parmi les « 100 plus grands discours américains du XXème siècle » selon American Rethoric.

## Œuvres (articles et rapports)
- (en-US) "Employers' liability" : a critisim based on facts, New York, American Association for Labor Legislation, 1910, 23 p. (OCLC 77717422),
- (en-US) Work-accidents and the law, New York, Charities Publication Committee, 1910, 462 p. (OCLC 51205521, lire en ligne)[16],
- (en-US) The Mexican-American league, New York, Latin American News Association, 1916, 10 p. (OCLC 1191720717, lire en ligne),
- (en-US) Our war record : a plea for tolerance., New York, Woman's Peace Party of New York City, 1918, 4 p. (OCLC 1100478744),
- (en-US) Blanche Wiesen Cook (dir.), Crystal Eastman on Women and Revolution, Oxford University Press, USA, 18 février 2020, 406 p. (ISBN 9780190881252),

#### Articles dans des encyclopédies et des manuels de références
- (en-US) Max Eastman (dir.), The Liberator - vol 1 no 01, 1918, 44 p. (lire en ligne),
- (en-US) Judith Anderson, Outspoken Women : Speeches By American Women Reformers, 1635 1935, Dubuque (Iowa), Kendall/Hunt Publishing Company, 1984, 259 p. (ISBN 9780840332981, lire en ligne), p. 39-42,
- (en-US) G.J. Barker-Benfield & Catherine Clinton, Portraits of American Women, New York, Oxford University Press, USA, novembre 1990, rééd. 23 juillet 1998, 604 p. (ISBN 9780195120486, lire en ligne), p. 402-426,
- (en-US) John A. Garraty & Mark C. Carnes (dir.), American National Biography, Volume 7, New York, Oxford University Press, USA, 1990, rééd. 1 janvier 1999, 956 p. (ISBN 9780195127867, lire en ligne), p. 245-247,
- (en-US) Sheila Keenan, Scholastic Encyclopedia of Women in The United States, New York, Scholastic Inc., 1er août 1996, 213 p. (ISBN 9780590227933, lire en ligne), p. 70,
- (en-US) Dawn Bradley Berry, The 50 Most Influential Women In American Law, Los Angeles, Lowell House, 1 novembre 1996, rééd. 7 novembre 1997, 354 p. (ISBN 9781565658189, lire en ligne), p. 85-89,
- (en-US) Suzanne O'Dea, From Suffrage to the Senate, volume 1, Millerton (état de  New York), MacKenzie and Harris, 1er novembre 2006, 491 p. (ISBN 9781592371174, lire en ligne), p. 210-212,

#### Essais
- (en-US) Blanche Wiesen Cook, Crystal Eastman on Women and Revolution, New York, Oxford University Press. USA, 1978, 430 p. (ISBN 9780882861043, lire en ligne),
- (en-US) Amy Aronson, Crystal Eastman : a revolutionary life, New York, Oxford University Press. USA, 2 décembre 2019, 408 p. (ISBN 9780199948734).

#### Articles
- (en-US) Linda Gordon, « Are the Interests of Men and Women Identical? », Signs, Vol. 1, No. 4,‎ été 1976, p. 1011-1018 (8 pages) (lire en ligne),
- (en-US) John Fabian Witt, « Crystal Eastman and the Internationalist Beginnings of American Civil Liberties », Duke Law Journal, Vol. 54, No. 3,‎ décembre 2004, p. 705-763 (59 pages) (lire en ligne),